# Change Islands
Change Islands est une petite ville isolée (un outport) située dans la province de Terre-Neuve-et-Labrador au Canada. La communauté s'étend sur deux petites îles du même nom situées au nord-ouest de l'île de Terre-Neuve entre la baie Notre-Dame et la mer du Labrador. La population d'environ 200 habitants est plus concentrée sur l'île du sud qui est plus grande, mais les bâtiments publics sont surtout situés sur l'île du nord.